# 心想事成
《心想事成》是一部2007年上映的香港喜劇片電影，由鄭中基執導，亦是鄭中基首次自編自導自演的賀歲片。電影在2007年2月14日上映。

## 演員表

### 神仙
| 演員   | 角色     | 關係／暱稱     |
| 鄭中基 | 雷震子   | 九天玄女之男友 |
| 閻 清  | 九天玄女 | 雷震子之女友   |
| 林子聰 | 豬八戒   | 雷震子好友     |
| 陳國坤 | 孫悟空   | 雷震子好友     |
| 鄧梓峰 | 玉皇大帝 | 客串           |
| 陳慧琳 | 觀 音    | 客串           |
| 鍾鎮濤 | 財 神    | 客串           |
| 盧惠光 | 土地公   | 客串           |

### 丁家
| 演員   | 角色  | 關係／暱稱                                    |
| 谷德昭 | 丁 噹 | 鄭菜之夫 丁芳之兄 丁丁、丁力之父 百貨公司主任 |
| 蘇玉華 | 鄭 菜 | 丁噹之妻 鄭和之姐 丁丁、丁力之母 江道海之表妹 |
| 方力申 | 鄭 和 | 鄭菜之弟 江道海之表弟 柔柔之男友              |
| 楊 淇  | 丁 芳 | 丁噹之妹 暗戀雷震子                           |
| 梁芷萁 | 丁 丁 | 丁噹、鄭菜之女                                |
| 鄭灶森 | 丁 力 | 丁噹、鄭菜之子                                |

### 其他演員
| 演員          | 角色             | 關係／暱稱                          |
| 梁家輝        | 畢秀鋼           | 百貨公司CEO 毛程程之夫 與風水劉勾結 |
| 毛舜筠        | 毛程程           | 畢秀鋼之妻                          |
| 阿曼达·斯特朗 | 芥 蘭            |                                     |
| 張達明        | 江道海           | 鄭菜、鄭和之表哥                    |
| 楊愛瑾        | 柔 柔            | 鄭和之女友                          |
| 陳輝虹        | 風水劉           | 買兇殺害叮噹                        |
| 田啟文        | 田 雞            |                                     |
| 吳鎮宇        | 靚 坤            | 客串                                |
| 梁漢文        | 侍 應            | 客串                                |
| 黃柏高        | 玉皇柏高         | 客串                                |
| 馮勉恆        | 大陸雞／大陸殺手 | 險殺害叮噹                          |
| 八兩金        | 大舊金           |                                     |
| 張天晟        | 少年叮噹         |                                     |
| 葉浩榮        | 少年叮噹波友     |                                     |
| 葉浩剛        | 少年叮噹波友     |                                     |
| 劉田華        | 靚坤手下         |                                     |
| 趙國材        | 靚坤手下         |                                     |
| 郭偉國        | Ken              | 百貨公司職員                        |
| 林子善        | 洪 爺            | 百貨公司職員                        |
| 徐志雄        | 雄 仔            | 百貨公司職員                        |
| 許文龍        | 百貨公司打機兒童 |                                     |
| 蘇俊傑        | 百貨公司打機兒童 |                                     |
| 陳冠霖        | 百貨公司打機兒童 |                                     |
| 郭家頤        | 墮lin            |                                     |
| 楊楚鴻        | 射lin            |                                     |
| 李泓軒        | 百貨公司頑童     |                                     |
| 楊智統        | 百貨公司頑童     |                                     |
| 李洪基        | 田雞手下         |                                     |
| 張穎富        | 田雞手下         |                                     |
| 何楊威        | 荷 官            |                                     |
| 張錦昌        | 荷 官            |                                     |
| 蔡德佳        | 荷 官            |                                     |
| 楊 能         | 青 蛙            |                                     |
| 侯煥玲        | 阿 婆            |                                     |
| 爾少平        | 搶阿婆手袋流氓   |                                     |
| 李志傑        | 搶阿婆手袋流氓   |                                     |
| 鄺穎怡        | 百貨公司學生妹   |                                     |
| 楊容蓮        | 巴士點心阿姐     |                                     |
| Anita Jims    | 「破處」網球員   |                                     |
| Annie Ng      | 「破處」網球員   |                                     |
| 曾謹昌        | 北獅隊員         |                                     |

## 歌曲
- 主題曲
  - 〈心想事成〉
  - 主唱：鄭中基、方力申、梁漢文、梁家輝、谷德昭
  - 作曲／編曲／監製：雷頌德
  - 作詞：甄健強
- 插曲
  - 〈有種〉
  - 主唱：鄭中基
  - 作曲／編曲／監製：陳輝陽
  - 作詞：林夕

## 外部連結
- 心想事成（moviesuper） （页面存档备份，存于）
- 《心想事成》_影音娛樂_新浪網 （页面存档备份，存于）
- 開眼電影網上《心想事成》的資料（繁體中文）
- 豆瓣电影上《心想事成》的資料 （简体中文）
- 时光网上《心想事成》的資料（简体中文）
- 爛番茄上《心想事成》的資料（英文）
- 香港影庫上《心想事成》的資料（繁體中文）
- 互联网电影数据库（IMDb）上《心想事成》的资料（英文）